# Initiative Tierwohl
Die Initiative Tierwohl (ITW) ist ein branchenübergreifendes Bündnis der deutschen Fleischindustrie, welches die Lebensqualität von Tieren der konventionellen Geflügel- und Schweinezucht durch finanzielle Unterstützung fördern soll.
Sie sieht sich als Kontrollsystem, Siegelherausgeber der Haltungsform und des eigenen Produktsiegels und fungiert als Innovationsförderung. Ziel der Initiative ist es, Verantwortung für Tierhaltung, Tiergesundheit und Tierschutz in der Nutztierhaltung zu schaffen, indem sie eine schrittweise Verbesserung der konventionellen Landwirtschaft anstrebt. Um dies zu erreichen, arbeitet die Initiative mit verschiedenen Partnern aus Landwirtschaft, Fleischwirtschaft, Lebensmittelhandel und Gastronomie zusammen.

## Geschichte
Die Initiative Tierwohl wurde im Jahr 2015 gegründet. Als rechtlicher Träger wurde das Unternehmen Gesellschaft zur Förderung des Tierwohls in der Nutztierhaltung mbH gegründet.
Bis Ende 2020 finanzierten die teilnehmenden Lebensmitteleinzelhändler das System der ITW durch einen Fonds, der die Entschädigungen der teilnehmenden Tierhalter ausglich. Die Lebensmitteleinzelhändler zahlten pro Kilo verkauftem Geflügelfleisch oder Schweinefleisch 6,25 Cent in den Fonds.

## Projektgruppen und Ausschüsse
Innerhalb der Initiative gibt es Projektgruppen, die die Anforderungen und Verfahren für die Initiative entwickeln. Diese setzen sich aus Vertretern des Einzelhandels, der Schlachtbetriebe und der Landwirtschaft zusammen. Der Beraterausschuss prüft die Umsetzbarkeit und Dokumentierbarkeit der Kriterien auf Basis der neuesten Erkenntnisse aus Wissenschaft, Tierschutz und Verbraucherschutz und entwickelt dann Empfehlungen für die Weiterentwicklung der Initiative Tierwohl. Der Finanzausschuss ist für die Liquiditätsplanung der Initiative verantwortlich und setzt sich aus einem Wirtschaftsprüfer, einem Rechtsanwalt und Vertretern der Landwirtschaft und des Lebensmitteleinzelhandels zusammen. Der Sanktionsausschuss fungiert als unabhängiges, neutrales Gremium in der Initiative. Er ist dafür verantwortlich, Maßnahmen und Sanktionen gegen Teilnehmer der Initiative zu verhängen, die sich nicht an die vertraglich vereinbarten Pflichten halten. Der Ausschuss setzt sich aus vier Mitgliedern zusammen, einem ehemaligen Richter und unabhängigen Sachverständigen aus der Nutztierhaltung.

## Produktsiegel

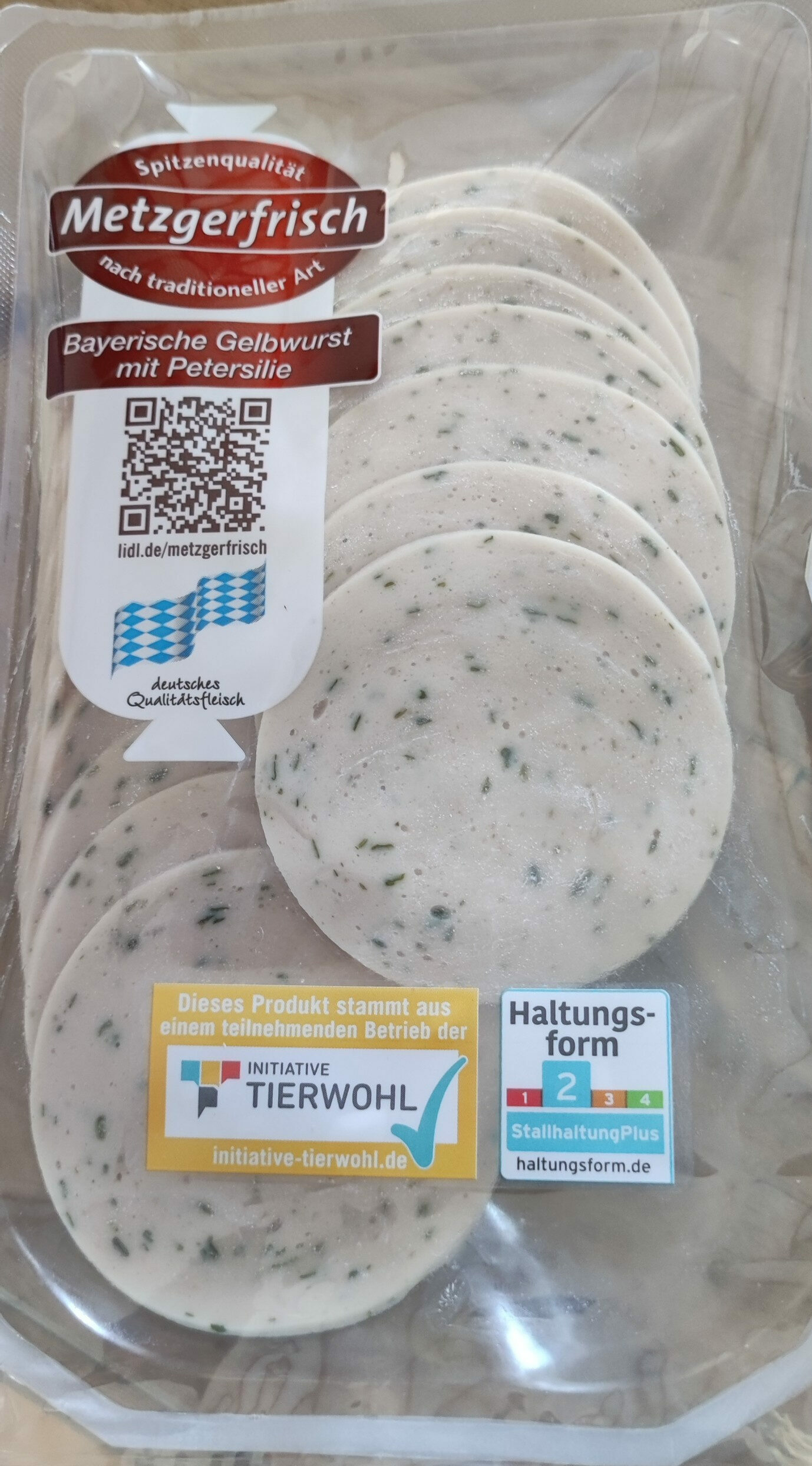
Bayerische Gelbwurst von Lidl mit dem Label der Initiative Tierwohl

Ein Teil der Initiative ist das eigene Produktsiegel, welches Fleischprodukte von teilnehmenden Partnern kennzeichnet. Das Produktsiegel ist im Lebensmitteleinzelhandel sowie in der Gastronomie zu finden. Die Kriterien, die erfüllt werden müssen, um das Siegel zu erhalten, liegen über den gesetzlichen Mindeststandards.
Für die Sauenhaltung gelten die Basiskriterien der Tierhaltung, Hygiene und Tiergesundheit, welche in einem gesonderten Leitfaden festgehalten sind. Außerdem müssen die Betriebe am Antibiotikamonitoring, einem Gesundheitsplan, einem Stallklimacheck und einer Fortbildung teilnehmen. Die Sauen müssen 10 % mehr Platz angeboten bekommen als im gesetzlichen Mindeststandard festgelegt und ihnen muss Tageslicht generiert werden. Zuletzt dürfen sie nur mit Raufutter gefüttert werden. Diese Kriterien gelten auch für die Schweinemast, bei der zusätzlich noch eine Teilnahme am indexierten Schlachtbefunddatenprogramm notwendig ist. Auch in der Ferkelaufzucht gelten ähnliche Regeln. Außerdem dürfen nur initiativeigene ITW Ferkel bezogen werden.
Kriterien für die Geflügelhaltung sind wie folgt: Teilnahme am QS-System, Antibiotikamonitoring, Stallklimacheck, Tränkwassercheck, zusätzliches organisches Beschäftigungsmaterial, mehr Platz, Fußballengesundheit, Bezug zu Küken, Tierwohlkontrollprogramm, Vorausstallen, Fortbildung der Tierhalter.
Um die Einhaltung der Kriterien zu gewährleisten, werden die teilnehmenden Betriebe zwei Mal jährlich von Kontrolleuren überprüft. Landwirte, die die aufgelisteten Maßnahmen umsetzen, erhalten ein bestimmtes Tierwohlentgelt, um den Mehraufwand der durch die Einhaltung der Kriterien entsteht, zu kompensieren.

## Finanzierung
In der Ferkelaufzucht werden die Entschädigungen der teilnehmenden Tierhalter weiterhin durch einen Fonds der Lebensmitteleinzelhändler finanziert.
Für die anderen Bereiche der Initiative erfolgt seit Januar 2021 eine Marktfinanzierung. Alle beteiligten Handelspartner zahlen einen Preisaufschlag an die Lieferanten aus, der über die Lieferkette bis an die Tierhalter gelangen soll. Außerdem gibt es eine Teilnahmegebühr, die direkt von den Teilnehmern an die Trägergesellschaft der Initiative Tierwohl pro verkauftem Kilogramm Fleisch und Fleischwaren gezahlt wird.

## Kritik
Kritiker der Initiative werfen der ITW vor, die Kriterien für teilnehmende Betriebe gingen nicht weit genug und seien nur minimal über dem gesetzlichen Mindeststandard.
Die Kriterien der Initiative liegen laut Stiftung Warentest weit unter den Anforderungen von Bio-Fleisch. Außerdem wird kritisiert, dass aufgrund von zu niedrigen Fonds sich zu wenige Bauern an der Initiative beteiligen können. Tier- und Verbraucherschützer halten härtere Gesetze für notwendig, um eine Wende in der Tierhaltung zu bewirken und werfen der Initiative vor, mit der Freiwilligkeit ihrer Initiative das Bewusstsein für die Dringlichkeit von gesetzlichen Reformen zu mindern.
Ein weiterer Kritikpunkt ist die Intransparenz der Initiative. Bis zum Jahr 2018 war das Produktsiegel kein Garant dafür, dass das gekennzeichnete Fleisch unter den vorgeschriebenen Kriterien gezüchtet wurde. Dies trifft seit 2018 noch auf Schweinefleischprodukte zu. Verbraucherschützer kritisieren deshalb die Missverständlichkeit des Siegels und fordern die Kennzeichnung lediglich auf Fleischprodukte zu begrenzen, die nachweislich von Tieren aus der Initiative stammen.